# Diaphana brunnea
Diaphana brunnea är en snäckart som beskrevs av Dall 1919. Diaphana brunnea ingår i släktet Diaphana och familjen Diaphanidae. Inga underarter finns listade i Catalogue of Life.